# Meira Omar
Meira Omar född 17 juni 1993 i Kabul i Afghanistan, är en svensk sångerska. Hon deltog i Melodifestivalen 2025 i den första deltävlingen, där hon blev trea och därmed klar för finalkval. I finalkvalet tog hon andra plats och fick därmed delta i finalen 2025.

## Biografi
Meira Omar kom till Sverige i småbarnsåldern, på flykt från talibanerna i Afghanistan.
Hon har bott och arbetat fem år i Bollywood i Bombay och har en bakgrund inom scen, dans och skådespeleri.
Hon deltog i Love is Blind: Sverige 2024 där hon träffade och gifte sig med Oskar Nordstrand.
Omar deltog med låten "Hush Hush" i den första deltävlingen av Melodifestivalen 2025. Hon tog sig till final via finalkvalet och slutade i finalen på en tionde plats. Bidraget gick upp på Sverigetopplistan för singlar vecka 6 2025 och kom som högst på en tredjeplats vecka 7.

## Diskografi

### Singlar[7]
- 2020 – Dive (The Bank Records)
- 2025 – Hush Hush